# Operacja Dekel
Operacja Dekel (hebr. מבצע דקל, Miwca Dekel; pol. Operacja Palma) – izraelska operacja wojskowa przeprowadzona podczas I wojny izraelsko-arabskiej w dniach 9–18 lipca 1948 roku przeciwko siłom Arabskiej Armii Wyzwoleńczej w rejonie miasta Nazaret, w Dolnej Galilei. Operacja była prowadzona na północnym froncie walk. Całość operacji zakończyła się izraelskim zwycięstwem.

## Tło wydarzeń
W maju 1948 roku w Palestynie rozpoczęła się I wojna izraelsko-arabska, która była kontynuacją wojny domowej w Mandacie Palestyny (1947–1948). W przeciwieństwie do wojny domowej, była to typowa wojna o charakterze konwencjonalnym, w którym zaangażowało się szereg państw arabskich. Specyfika walk prowadzonych na froncie północnym była zupełnie odmienna od frontów południowego i centralnego, ponieważ na północy kraju występowały co najmniej trzy odrębne rejony walk. Był front walk prowadzonych z wojskami syryjskimi, na północy walczono z Libanczykami, w centralnej części Galilei działała Arabska Armia Wyzwoleńcza, natomiast na pograniczu z Samarią poważne zagrożenie stwarzał iracki korpus ekspedycyjny. Dla obrony północy kraju szczególnie ważnym było utrzymanie rejonu Doliny Jezreel, która była ośrodkiem żydowskiego osadnictwa rolniczego. Przebiegała tędy ważna strategicznie droga łącząca Hajfę z Bet Sze’an i Galileą. Przyjęta 29 listopada 1947 roku Rezolucja Zgromadzenia Ogólnego ONZ nr 181 przyznała ten obszar państwu żydowskiemu. Na samym początku I wojny izraelsko-arabskiej, w dniu 15 maja 1948 roku do dawnego Mandatu Palestyny wkroczył iracki korpus ekspedycyjny, którego siły weszły do północnej Samarii zajmując miasto Dżanin, a następnie wystawiając swoje wysunięte posterunki w rejonie Kalkilji i Tulkarm. Siły te zagrażały nadmorskiej równinie oraz dolinie Jezreel. Równocześnie oddziały Arabskiej Armii Wyzwoleńczej dowodzone przez Fauziego al-Kawukdżiego przegrupowały się do Nazaretu. Odległość między nimi a Irakijczykami wynosiła 12 kilometrów i tworzyła uzasadnione obawy, że może dojść do przecięcia doliny Jezreel na pół. Spowodowałoby to całkowite odcięcie żydowskich osiedli położonych w rejonie jeziora Tyberiadzkiego. Pozbawione dostaw zaopatrzenia, szybko zostałyby one zdobyte przez wojska syryjskie i libańskie. To właśnie dlatego Izraelczycy przeprowadzili operację „Erez” (28-30 maja) i operację „Icchak” (3 czerwca), musieli jednak ustąpić wobec siły irackich wojsk. Były to jedne z najcięższych i najbardziej gorzkich bitew Sił Obronnych Izraela stoczonych podczas tej wojny. Pomimo przegranej, zadano znaczne straty Irakijczykom, oraz stworzono linię obronną zabezpieczającą od południa dolinę Jezreel.
W okresie od 11 czerwca do 8 lipca 1948 roku w Palestynie obowiązywał pierwszy rozejm. Pomimo utrzymania linii frontu, sytuacja Izraelczyków była trudna i niezwykle skomplikowana. Dla izraelskiego dowództwa kwestia utrzymania drożności szlaków komunikacyjnych była priorytetowym zadaniem na północy. Izraelczycy zdawali sobie sprawę, że nie posiadają żadnych informacji wywiadowczych o dyslokacji i planach wojsk libańskich i Arabskiej Armii Wyzwoleńczej. Obawiano się, że Arabowie mogą przeprowadzić natarcie z Górnej Galilei zajmując położoną na południu Dolinę Jezreel, a następnie wąski pas wybrzeża w Zachodniej Galilei. Konsekwencją byłaby utrata licznych żydowskich osiedli, przerwanie linii komunikacyjnych w całym obszarze Galilei i izolacja żydowskiej enklawy w rejonie Tyberiady. W dużym niebezpieczeństwie znalazłoby się miasto portowe Hajfa. Aby temu zapobiec, postanowiono przeprowadzić operację militarną w celu przejęcia kontroli nad całą Zachodnią Galileą oraz dróg prowadzących z wybrzeża na wschód, w głąb górzystego obszaru Galilei. Dopiero po osiągnięciu tego celu, miano kontynuować natarcie w Dolnej Galilei, dążąc do okrążenia i zniszczenia działających w tym obszarze sił Arabskiej Armii Wyzwoleńczej. Plan operacyjny otrzymał nazwę operacji „Dekel”, a jego rozkaz jego realizacji otrzymał generał Mosze Karmel.
Zawieszenie broni zostało zerwane 8 lipca 1948 roku przez Egipcjan, którzy zajęli kilka ważnych strategicznie punktów na pustyni Negew. W odpowiedzi izraelskie dowództwo wydało rozkaz do rozpoczęcia operacji „Dekel”.

## Układ sił

### Siły arabskie
Arabska Armia Wyzwoleńcza pod koniec drugiego zawieszenia broni składała się z trzech regimentów, które w rzeczywistości były rozbudowanymi batalionami piechoty.
- 1 Regiment Jarmouk był dowodzony przez Muhammada Safa (1 Batalion Jarmouk oraz jedna kompania) i zajmował rejon przy granicy libańskiej pomiędzy wioskami al-Malkijja a Sa’sa.
- 2 Regiment Jarmouk był dowodzony przez Adiba Sziszaklji (trzy kompanie) i przebywał w obozie treningowym w południowym Libanie (stanowił odwód).
- 3 Regiment Jarmouk był dowodzony przez Mahdiego Salah (Batalion Hittin, batalion rezerwowy oraz jednostki milicji) i zajmował pozycje w środkowej części Galilei z główną bazą w Nazarecie.

Dodatkowo pod dowództwem Arabskiej Armii Wyzwoleńczej znajdował się syryjski Batalion Alawitów dowodzony przez Hassana Jadid (dwie kompanie), który zajmował pozycje pomiędzy Safedem a Dżisz. Siedziba głównego dowództwa Fauziego al-Kawukdżi znajdowała się w mieście Nazaret. W jego okolicy rozlokował się Batalion Hittin, składający się z czterech kompanii liczących około 500 ochotników. Dowódcą był iracki kapitan Abbas. Jedna z tych kompanii zajęła pozycje w wiosce Asz-Szadżara, druga rozlokowała się wokół pobliskiego moszawu Ilanijja, trzecia zajęła trzy ufortyfikowane miejsca w Nazarecie, natomiast czwarta zajęła wioskę Szefaram. Siły te były wspierane przez dodatkowych 200 ochotników pochodzących z okolicznych wiosek, którzy zostali oddani kapitanowi Abbasowi pod rozkazy. Mniejsze siły były rozlokowane w innych wioskach. Całość sił Arabskiej Armii Wyzwoleńczej zajmowała dobrze umocnione pozycje obronne, jednak ich niewielka liczebność w połączeniu z wielkością bronionego obszaru, powodowały, że możliwości skutecznego działania były bardzo mocno ograniczone. Oddziały były niedostatecznie uzbrojone, występowały duże braki amunicji i wyszkolenia. Wszystko to razem powodowało, że tylko nieliczne jednostki Arabskiej Armii Wyzwoleńczej mogły podjąć równorzędną walkę z izraelską armią.

### Siły żydowskie
Do przeprowadzenia operacji „Dekel” wyznaczono 7 Brygadę Pancerną (71 Batalion piechoty oraz 79 Batalion zmechanizowany). Wzmocnieniem tych sił był 21 Batalion z Brygady Karmeli oraz elementy Brygady Golani. Bezpośrednie dowództwo nad całością sił objął Ben Dunkelman, pochodzący z Kanady żydowski ochotnik.
Izraelczycy spodziewali się, że siły arabskie mogą zerwać obowiązujące zawieszenie broni i w każdej chwili rozpocząć natarcie na południe i zachód. Z tego powodu oddziały izraelskie zajęły pozycje obronne, aby dopiero w sprzyjających okolicznościach wyprowadzić własny kontratak. 21 Batalion został rozlokowany wzdłuż wybrzeża, pomiędzy Rosz ha-Nikra aż do miasta Akka. W rejonie samej Akki skoncentrowano 71 Batalion, którego rezerwą operacyjną był 79 Batalion i dwie kompanie zmechanizowane z Brygady Golani.

## Przebieg operacji

### Pierwsza faza
Oeracja rozpoczęła się w nocy z 8 na 9 lipca 1948 roku, od serii natarć z nadmorskiego pasa Zachodniej Galilei w kierunku położonych na wschodzie wzgórz. Wszystkie natarcia były prowadzone wzdłuż strategicznych dróg, z celem przejęcia kontroli nad sąsiednimi wioskami i utworzenia nowych linii obronnych nadmorskich żydowskich osiedli. Działania te rozpoczęła jedna z kompanii piechoty 21 Batalionu, która wyruszyła w ciemnościach nocy z nadmorskiego moszawu Regba. Wsparcie artyleryjskie zapewniały im dwa działa (kaliber 65 mm). Po krótkim starciu z siłami lokalnej milicji arabskiej zajęta została wioska Kuwajkat. Jej mieszkańcy uciekli. Równocześnie z miasta Akka wyruszył 71 Batalion, który nacierał wzdłuż drogi Akka-Safed. Do rana opanował on ważne strategicznie wzgórze Tel Bisan. Zajęte pozycje natychmiast ufortyfikowano spodziewając się nieuchronnego kontrataku sił arabskich. Głównodowodzący Arabską Armią Wyzwoleńczą, Fauzi al-Kawukdżi całkowicie jednak zignorował żydowskie natarcie w Zachodniej Galilei. Z jego punktu widzenia najważniejszym celem strategicznym dla sił arabskich było przejęcie kontroli nad drogą z Nazaretu do Tyberiady. Nastąpiłoby wówczas połączenie Arabskiej Armii Wyzwoleńczej z wojskami syryjskimi, które utknęły w rejonie moszawu Miszmar ha-Jarden. Aby przejąć kontrolę nad tą strategiczną drogą, Arabowie musieli wcześniej zdobyć moszaw Ilanijja. Al-Qawuqji pchnął więc z Nazaretu znaczne siły do wioski Asz-Szadżara, skąd przy wsparciu artylerii i kilku irackich samolotów przystąpiły do II bitwy o Ilanijję (9-18 lipca).
Izraelczycy nie dysponowali na froncie północnym żadnymi siłami rezerwowymi, które mogłyby być przerzucone z pomocą do oblężonego moszawu Ilanijja. Jedynymi dostępnymi siłami były jednostki zmechanizowane przygotowane do realizacji planu operacji „Dekel”. Poszukując możliwości dotarcia do Ilanijji rozpoczęto przygotowania do szturmu na dużą arabską wioskę Szefaram, w której spodziewano się napotkać duży opór. W tym celu, w nocy z 9 na 10 lipca przystąpiono do zajmowania okolicznych wiosek, których mieszkańcy w większości uciekli w ciągu dnia. Kompania piechoty z 21 Batalionu wyszła z Kuwajkat i zajęła bardziej położoną na wschód wioskę al-Amka. Natomiast 71 Batalion zszedł ze wzgórza Tel Bisan i zajął położone poniżej druzyjskie wioski Kafr Jasif, Abu Sinan i Jirka. Dowództwo izraelskie nadal spodziewało się arabskich kontrataków i rozkazało rano wstrzymać działania ofensywne i przygotować się do obrony. Obawy te okazały się uzasadnione, ponieważ przez trzy kolejne dni doszło do licznych kontrataków przeprowadzanych przez lokalne milicje arabskie. Arabowie obawiali się, że celem żydowskiego natarcia jest duża wieś Madżd al-Krum, której utrata spowodowałaby przedzielenie arabskiego terytorium na pół. Stąd przywódcy lokalnych społeczności rozkazali swoim milicjom atakowanie nacierających wojsk żydowskich. Prowadząc nieustanne utarczki, w nocy z 10 na 11 lipca Izraelczycy ponownie poszerzyli kontrolowane przez siebie terytorium. 21 Batalion zajął wioskę Kirbat Jiddin, a 71 Batalion wioskę al-Birwa.
W dniu 12 lipca izraelskie dowództwo rozpoczęło rozmowy z przedstawicielami starszyzny wioski Szefaram. Celem negocjacji było poddanie wioski bez walki. Druzowie byli gotowi zgodzić się na proponowane warunki, które umożliwiały im pozostanie w swoich domach. W Szefaram przebywało jednak 30 żołnierzy (pluton piechoty) z Batalionu Hittin. Zdołali oni przekonać członków lokalnej milicji, zachęcając ich do obrony wioski. Izraelskie natarcie na Szefaram rozpoczęło się w nocy z 13 na 14 lipca od ostrzału artyleryjskiego muzułmańskiej części wioski. Następnie dwie kompanie piechoty z 21 Batalionu i 71 Batalionu rozpoczęły zajmowanie wioski. Arabscy ochotnicy widząc brak chęci druzyjskich mieszkańców do walki, i stojąc przed znaczną przewagą nacierających Izraelczyków, pośpiesznie wycofali się w kierunku Nazaretu. Razem z nimi uciekała część arabskiej ludności, natomiast większość druzyjska pozostała i nie poniosła prawie żadnych strat do końca wojny. Sąsiednią wioskę I’billin zajęto już bez walki.

### Druga faza
Sukces pierwszej fazy operacji pozwolił na rozpoczęcie przygotowań do jej drugiej fazy, której celem miało być zajęcie miasta Nazaret. Rejon miasta był stosunkowo słabo ufortyfikowany i był przygotowany jedynie na obronę przed atakiem z południa, od strony Doliny Jezreel. Izraelczycy postanowili wykorzystać tę niefrasobliwość al-Qawuqji i rozpoczęli przygotowania do ataku od strony północno-zachodniej, którędy poprzez górzystą okolicę wiodła wąska droga. Samego miasta broniła stosunkowo nieliczna liczba żołnierzy, ponieważ al-Qawuqji skierował najlepsze swoje jednostki w rejon trwających walk o moszaw Ilanijja. Dlatego w samym Nazarecie pozostała kompania piechoty z Batalionu Hittim wspierana przez około 200 członków lokalnej milicji. Drogi z kierunku zajętej przez Izraelczyków wioski Szefaram broniły siły 120 członków milicji. Pozostałe jednostki były skoncentrowane w rejonie moszawu Ilanijja.

Dowództwo izraelskie postanowiło zmylić siły arabskie odnośnie do rzeczywistego kierunku natarcia. Dlatego poproszono o pomoc Brygadę Golani, która zajmowała pozycje obronne w Dolinie Jezreel, Dolinie Jordanu i okolicy Tyberiady. W nocy z 14 na 15 lipca przeprowadziła ona serię dywersyjnych ataków z południa i wschodu. 13 Batalion wyruszył z Doliny Jezreel i zajął położone na zachód od Nazaretu wioski Malul i Al-Mudżajdil. Otworzyło to drogę zaopatrzenia do odciętego kibucu Kefar ha-Choresz. Równocześnie rozpoczęto ataki z Tyberiady w kierunku na wioskę Lubja, dążąc do przerwania oblężenia moszawu Ilanijja. Tak duże rozproszenie ataków spowodowało zamieszanie wśród Arabów, którzy nie potrafili odczytać prawdziwych zamiarów Izraelczyków. Tymczasem, rankiem 15 lipca z Akki wyruszył 79 Batalion z dwoma kompaniami zmechanizowanymi Brygady Golani. Poruszając się główną drogą w kierunku na Nazaret, zajął wioski Mijar, Kaukab Abu al-Hidża i Kafr Manda. 71 Batalion nacierał wzdłuż dróg położonych bardziej na północ, aby w ten sposób chronić główne siły przed ewentualnymi kontratakami Arabskiej Armii Wyzwoleńczej z Górnej Galilei. Zajął on wioskę Nachf. Natomiast 21 Batalion kontynuował oczyszczanie okolicznych wzgórz z arabskich milicji. W trakcie tych działań zajęto wioski al-Ruwajs, Tamra i Kabul. Natarcie kontynuowano w nocy zajmując kolejną wioskę Ad-Damun. Rankiem 16 lipca, siły 79 Batalionu z kompanią piechoty 21 Batalionu dotarły do wiosek Saffurija, Ar-Rajna i Ilut, otwierając tym samym bezpośrednią drogę do szturmu na miasto Nazaret. Przed rozpoczęciem ataku na miasto, Dawid Ben Gurion wysłał do izraelskich dowódców następujący telegram: 
„Przed zajęciem Nazaretu, musisz przygotować specjalne jednostki, bardzo lojalne i zdyscyplinowane, które nie pozwolą żołnierzom izraelskim poza służbą wejść do miasta, a także uniemożliwią kradzieże i szabrowanie miejsc świętych zarówno dla muzułmanów, jak i chrześcijan. Żołnierze powinni być wyposażeni w broń maszynową ze zgodą jej użycia dla zapobieżenia rabunkom.”
Następnie zorganizowano konwój złożony z kilku pojazdów opancerzonych i jednego działa (kaliber 20 mm). Niespodziewanie wjechali oni do samego centrum miasta otwierając ogień z działa do zaskoczonych arabskich ochotników w dziewięciu pojazdach opancerzonych. Strzały były niecelne, lecz 9 arabskich żołnierzy zostało rannych. Pomimo to, pojawienie się Izraelczyków w samym centrum Nazaretu było tak wielkim zaskoczeniem, że wywołało panikę i chaos wśród Arabów, którzy w pośpiechu wycofali się z miasta. W ten sposób Nazaret zostało zajęte prawie bez walki. Umożliwiło to odblokowanie drogi łączącej Hajfę poprzez Nazaret z Tyberiadą. Jeszcze tego samego dnia zniesiono oblężenie moszawu Ilanijja i bez walki zajęto wioskę Lubja. Następnie w nocy zajęto pobliskie wioski Hittin i Nimrin. 17 lipca bez walki poddały się wioski Dabburijja i Iksal.
W dniu 18 lipca zajęto jeszcze wioski Sza’ab i Sachnin (arabski kontratak odbił tę wioskę z rąk izraelskich). Nie powiódł się także izraelski atak na wioskę Tarszicha. Ze względu na wchodzące zawieszenie broni, Izraelczycy wstrzymali wszystkie dalsze działania ofensywne.

## Reakcje i następstwa
Operacja „Dekel” zakończyła się dużym zwycięstwem Izraelczyków, którzy kosztem niewielkich strat poszerzyli obszar zajmowanych przez siebie terenów w Zachodniej Galilei, oraz zajęli Dolną Galileę z miastem Nazaret, otwierając w ten sposób komunikację z Tyberiadą. Izraelskim żołnierzom nie udało się jednak uszczelnić pierścienia okrążenia wokół Nazaretu i Fauzi al-Kawukdżi wraz z większością swoich sił zdołał uciec do Górnej Galilei. Pomimo to, upadek Nazaretu spowodował całkowity upadek morale arabskich. Kolejne wioski poddawały się bez walki, a ich mieszkańcy uciekali nie czekając nawet na pojawienie się żydowskich żołnierzy.